# Schlößl (Gemeinde Nußdorf am Haunsberg)

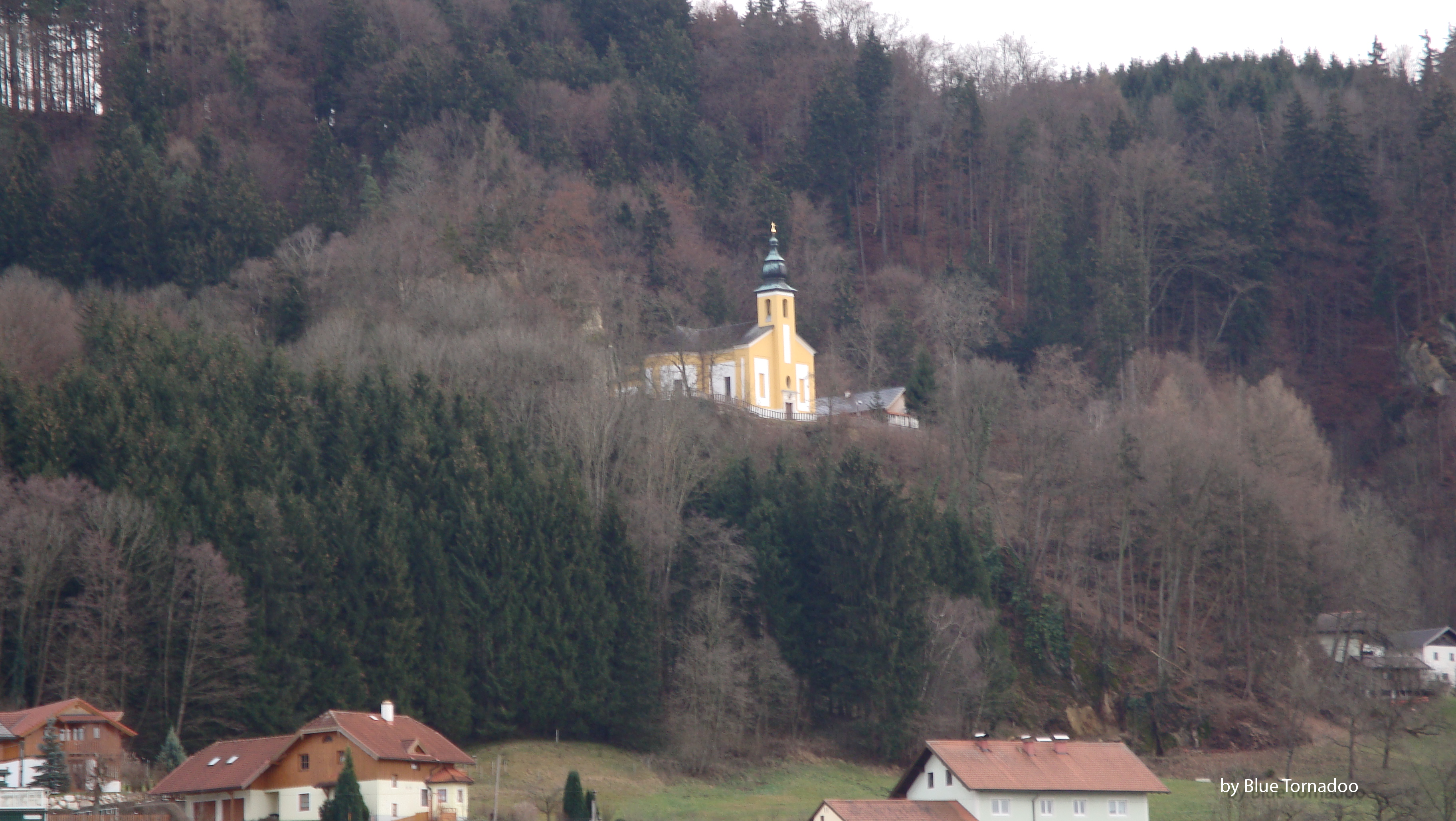
Kirche St. Pankraz

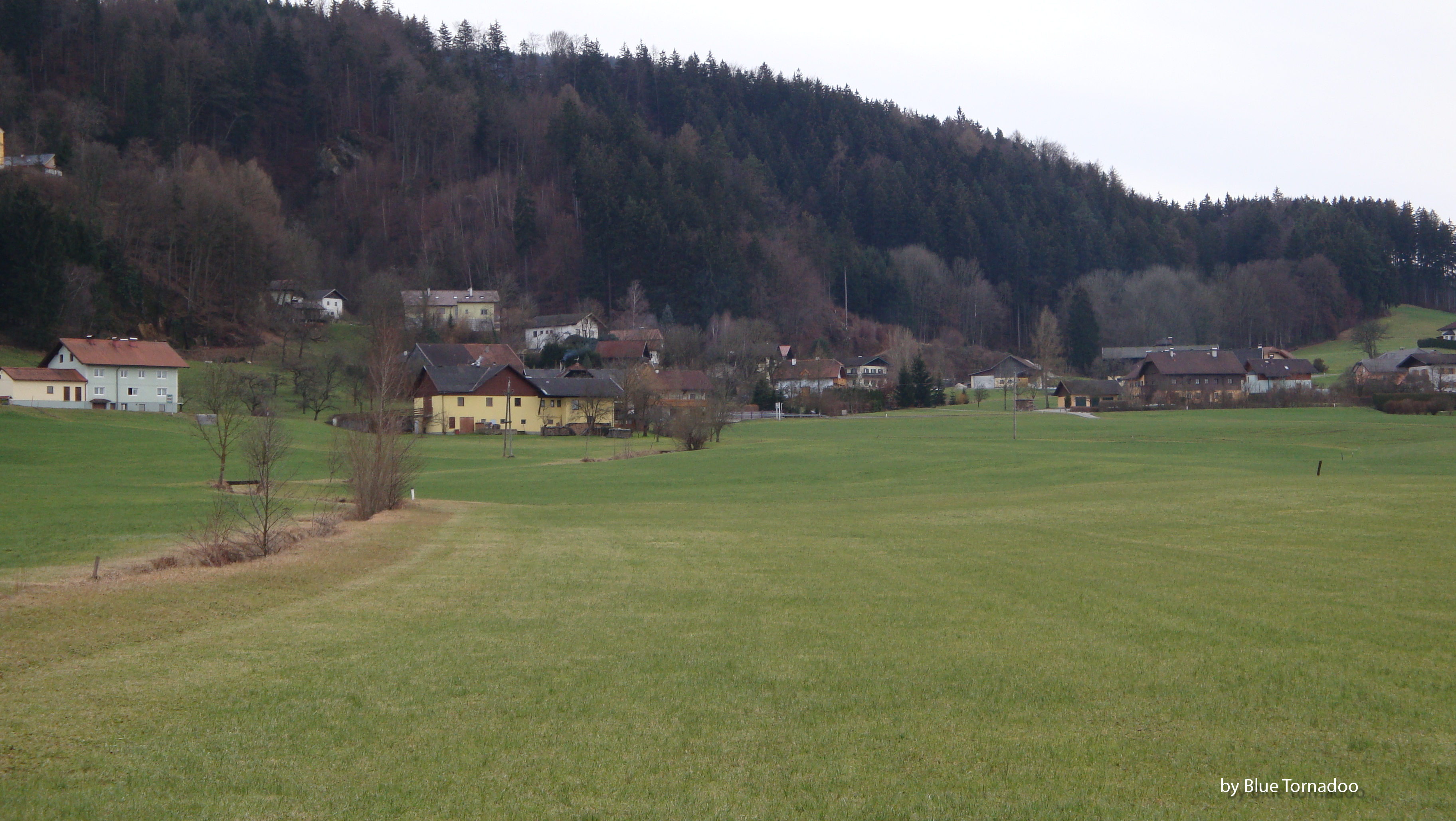
Schlößl

Schlößl ist eine Ortschaft in der Gemeinde Nußdorf am Haunsberg im Norden des Bundeslandes Salzburg im Bezirk Salzburg-Umgebung (Flachgau). In dem im Oichtental am Fuß des Haunsbergs gelegenen Ort befand sich im Mittelalter bis ins 17. Jahrhundert eine Burg, Burg Haunsperg. Heute finden sich in der Ortschaft die Kirche St. Pankraz am Haunsberg und ein geologischer Lehrpfad.

## Geografie
Die 0,88 km² große Ortschaft Schlößl ist Teil von Weitwörth, der südlichsten der drei Katastralgemeinden von Nußdorf. Der Ort Schlößl liegt 14,6 km nordnordöstlich der Landeshauptstadt Salzburg an der Landesstraße 204 von Weitwörth nach Berndorf bei Salzburg.
Folgende Ortschaften grenzen an Schlößl:
| Lukasedt | Kemating (Gemeinde Göming)                  | Kroisbach |
| Schröck  | Kompassrose, die auf Nachbargemeinden zeigt | Hochberg  |
|          | Gastein                                     |           |

Das Ortschaftsgebiet reicht vom Oichtenbach im Norden, der hier die Gemeindegrenze zu Göming bildet, bis auf etwa halbe Höhe des Haunsbergs und liegt auf etwa 420 bis 560 Höhenmetern. Der „Mohauser Bach“ fließt in Süd-Nord-Richtung vom Haunsberg zur Oichten.

## Geschichte
Aus der Bronzezeit wurden Überreste von aus Ton hergestelltem Haushaltsgeschirr und von Feingeschirr gefunden, insgesamt über 400 Stück Siedlungskeramik (keine Grabkeramik) und Tongefäßscherben. Um 450 v. Chr. bestanden dann die ersten Höhensiedlungen der Latènezeit. Im 11. Jahrhundert baute das Geschlecht der Haunsberger, die den Namen des Berges angenommen haben, eine Burg auf dem Felsvorsprung oberhalb der heutigen Kirche. Um 1211 wurde die Burg Haunsberg an den Erzbischof Eberhard II. von Salzburg verkauft. Im Jahr 1583 erlitt die Burg einen Blitzeinschlag. Die Burg wurde 1589 erneuert um dann teilweise bereits allmählich zu verfallen. Eine kleine Renaissance erlebte die ehemalige Stammburg der Haunsburger zwischen 1615 und 1646, als die Burg nochmals für die Verteidigung wiederhergestellt wurde. Ab 1646 wurde sie dann dem Verfall preisgegeben. 1693 wurde ein Neubau der Burg auf dem Felsen unterhalb der alten Burgkapelle geplant, der 1700 vorgelegte Riss wurde aber nicht umgesetzt.
Ein Jahr später beschloss der Salzburger Fürsterzbischof Johann Ernst von Thun, die Kirche auf eigene Kosten errichten zu lassen, die im Jahr 1706 fast genau an Stelle der einstigen Burgkapelle vom Salzburger Maurermeister Jacob Huber fertiggestellt wurde, wobei der Einfluss von Johann Bernhard Fischer von Erlach deutlich ist. Beim Bau wurde wahrscheinlich Material der Ruine der Burgkapelle bzw. verschiedener Reste der unteren Burg mit verwendet. Bei Renovierungsarbeiten in den Jahren 2000 bis 2004 wurden Reste dieser Burg freigelegt. Die Kirche wurde am 18. September 1707 vom Erzbischof-Koadjutor Franz Anton Fürst Harrach dem Hl. Pankratius geweiht. Seither heißt sie St. Pankraz Kirche. Die Ortschaft selbst wird nach der Kirche auch manchmal als St. Pankraz bezeichnet. 1711 wurden abermals Steine der Burg für einen Neubau in Weitwörth entwendet. Im Jahre 1727 wurde sogar ein Antrag auf Abtragung der bereits weitgehende verfallenen Burgruine gestellt.
1758 wird das Mesnerhaus – heute Wirtshaus Schlößl – und etwas später das „Geistliche Stöckl“ (wohl vorher ein Torhaus und jetzt die hintere Stube im Gasthaus) erbaut. 1790 sind Säulen der ehemaligen Burg zur Ausgestaltung eines im Wald befindlichen einstigen Fasanengartens weggeschafft worden. Dieser Fasanengarten war ein Jagdgarten für Niederwild- und Federwildjagd. Der Garten bestand noch bis ca. 2000. Die Kirche wurde zuerst 1962 und später auf Drängen des damaligen Nußdorfer Pfarrers Tilman Siebertz, Pfarrer von Nußdorf (1978 – 2001), von 2000 bis 2004 neuerlich restauriert.

## Veranstaltungen
- Bergslalom (Autoslalom) am ersten Sonntag im September
- Stockcar-Rennen am letzten Sonntag des Septembers